# ایلکاه
ایلکاه (به لاتین: Ilakah) یک منطقهٔ مسکونی در افغانستان است که در ولایت بامیان واقع شده‌است.